# Liste des plus grands réseaux diplomatiques au monde
Le Global Diplomacy Index dénombre chaque année les plus grands réseaux diplomatiques au monde :

## Classement des plus grands réseaux diplomatiques par pays
| Rang | Pays         | 2017 | 2019 | 2021 | 2023 | Évol. nombre 2021-2023 | Évol. rang 2021-2023 |
| ---- | ------------ | ---- | ---- | ---- | ---- | ---------------------- | -------------------- |
| 1    | Chine        | 271  | 276  | 275  | 274  | - 1                    | Stable               |
| 2    | États-Unis   | 274  | 273  | 267  | 271  | + 4                    | Stable               |
| 3    | Turquie      | 228  | 235  | 246  | 252  | + 6                    | en augmentation      |
| 4    | Japon        | 240  | 247  | 248  | 251  | + 3                    | Stable               |
| 5    | France       | 266  | 267  | 264  | 249  | - 15                   | en diminution        |
| 6    | Russie       | 243  | 242  | 243  | 230  | - 13                   | Stable               |
| 7    | Royaume-Uni  | 207  | 208  | 222  | 225  | + 3                    | Stable               |
| 8    | Allemagne    | 225  | 224  | 220  | 217  | - 3                    | Stable               |
| 9    | Italie       | 207  | 209  | 208  | 206  | - 2                    | en augmentation      |
| 10   | Brésil       | 221  | 222  | 211  | 205  | - 6                    | Stable               |
| 11   | Inde         | 181  | 186  | 184  | 194  | + 10                   | en augmentation      |
| 12   | Espagne      | 215  | 215  | 217  | 190  | - 27                   | en diminution        |
| 13   | Corée du Sud | 183  | 183  | 183  | 187  | + 4                    | Stable               |
| 14   | Mexique      | 157  | 157  | 156  | 161  | + 5                    | Stable               |
| 15   | Canada       | 145  | 144  | 143  | 157  | + 14                   | en augmentation      |
| 16   | Argentine    | 155  | 157  | 155  | 150  | - 5                    | en diminution        |
| 17   | Pays-Bas     | 145  | 152  | 153  | 149  | - 4                    | en diminution        |
| 18   | Suisse       | 147  | 146  | 146  | 141  | - 5                    | en diminution        |
| 19   | Hongrie      | 124  | 131  | 135  | 140  | + 5                    | en augmentation      |
| 20   | Pologne      | 135  | 136  | 140  | 135  | - 5                    | en diminution        |

## Informations supplémentaires sur l'étude

### Pays pris en compte
Le classement est établi par le Lowy Institute, un think tank australien. Statistiquement, chaque pays possède une moyenne de 120 représentations diplomatiques de par le monde. En tout, 61 pays sont analysés, dans 724 villes. Ces pays sont ceux du G20, de l'OCDE et les pays et territoires asiatiques. L'édition 2019 de l'étude est la troisième, après 2016 et 2017. L'Union Européenne n'étant pas un pays, elle n'est pas considérée dans le comptage. la Chine, elle, a fait une remontée importante depuis les débuts de l'étude.

### Périmètre de l'étude
Les représentations diplomatiques incluses dans l'étude sont les ambassades, hautes commissions, consulats généraux et consulats, missions permanentes et représentations, délégations. Les représentations en revanche exclues sont les consulats honoraires, les bureaux de commerce, de développement ou de coopération, les institutions culturelles, les sections consulaires, les branches consulaires et les antennes fermées.

## Liens
Site de l'étude
Auteur de l'étude

## Sources
1. ↑  (en) « 2021 Global Diplomacy Index », sur lowyinstitute.org (consulté le 13 décembre 2020).
2. ↑  « La Chine possède désormais le plus grand réseau diplomatique du monde », sur L'Opinion, 27 novembre 2019 (consulté le 13 décembre 2020).
3. ↑  « La Chine se dote du plus grand réseau diplomatique au monde », sur Les Echos, 27 novembre 2019 (consulté le 13 décembre 2020).
4. ↑  (en) « Global Diplomacy Index - About », sur globaldiplomacyindex.lowyinstitute.org (consulté le 13 décembre 2020).